# الحقائب والأسواق الإسبانية
الحقائب والأسواق الإسبانية (BME) هي الشركة الإسبانية التي تتعامل مع الجوانب التنظيمية للبورصات والأسواق المالية الإسبانية، والتي تشمل البورصات في مدريد وبرشلونة وبلباو وفالنسيا. بالإضافة إلى تداول الأسهم والسندات، توفر الوصول إلى عدد من المنتجات الأخرى وتصفية العمليات وتسويتها. وتقوم أيضًا بتطوير الاستشارات التكنولوجية التي تعمل في 23 دولة.
تمتلك بورصات الأسهم في مدريد وبرشلونة وفالنسيا وبلباو بالإضافة إلى لاتبكس، والسوق الدولي الوحيد للأوراق المالية في أمريكا اللاتينية، وشركة اوبنفينانس، وهي شركة تقدم التكنولوجيا والحلول والتطورات في صناعة إدارة الثروات. كما تشارك في غرفة مخاطر الطرف المقابلة في كولومبيا وبورصة المكسيك.
وتعد شركة مدرجة في البورصة منذ 14 يوليو 2006، وفي عام 2019 بلغ رأس مالها 2.1 مليار يورو (2.32 مليار دولار)، وتعد من بين أصغر البورصات في أوروبا، أي أقل من نصف حجم بورصة يورونكست البالغة 5.2 مليار يورو.

## روابط خارجية
- الموقع الرسمي